# CLIQUE
CLIQUE(2003년 4월 4일 ~)는 대한민국의 래퍼다. 2020년 싱글 《404 Not Found》로 정식 데뷔했다.

## 방송
- 고등래퍼 3 (2019) - Top32

## 음반
- DASH! (2019)
- 404 Not Found (2020)
- Flounder. (2021)

## 피처링
- HOON - FOREVER (2021)
- 차우주 - Stardust (2021)